# Maljutka-Klasse
Die Maljutka-Klasse (auch als M-Klasse bezeichnet), abgeleitet vom russ. Wort малютка, etwa gleichbedeutend für „Babys“ oder „die Kleinen“, war eine Klasse von kleineren, dieselelektrischen U-Booten für den küstennahen Einsatz der sowjetischen Marine, die von 1934 bis in die 1960er in Dienst stand und die vor allem im Zweiten Weltkrieg zum Einsatz gelangte. Im Zeitraum von Anfang der 1930er Jahre bis 1947 wurden mehr als 140 Einheiten gebaut. 33 U-Boote der Klasse gingen im Zweiten Weltkrieg verloren.

## Technische Daten

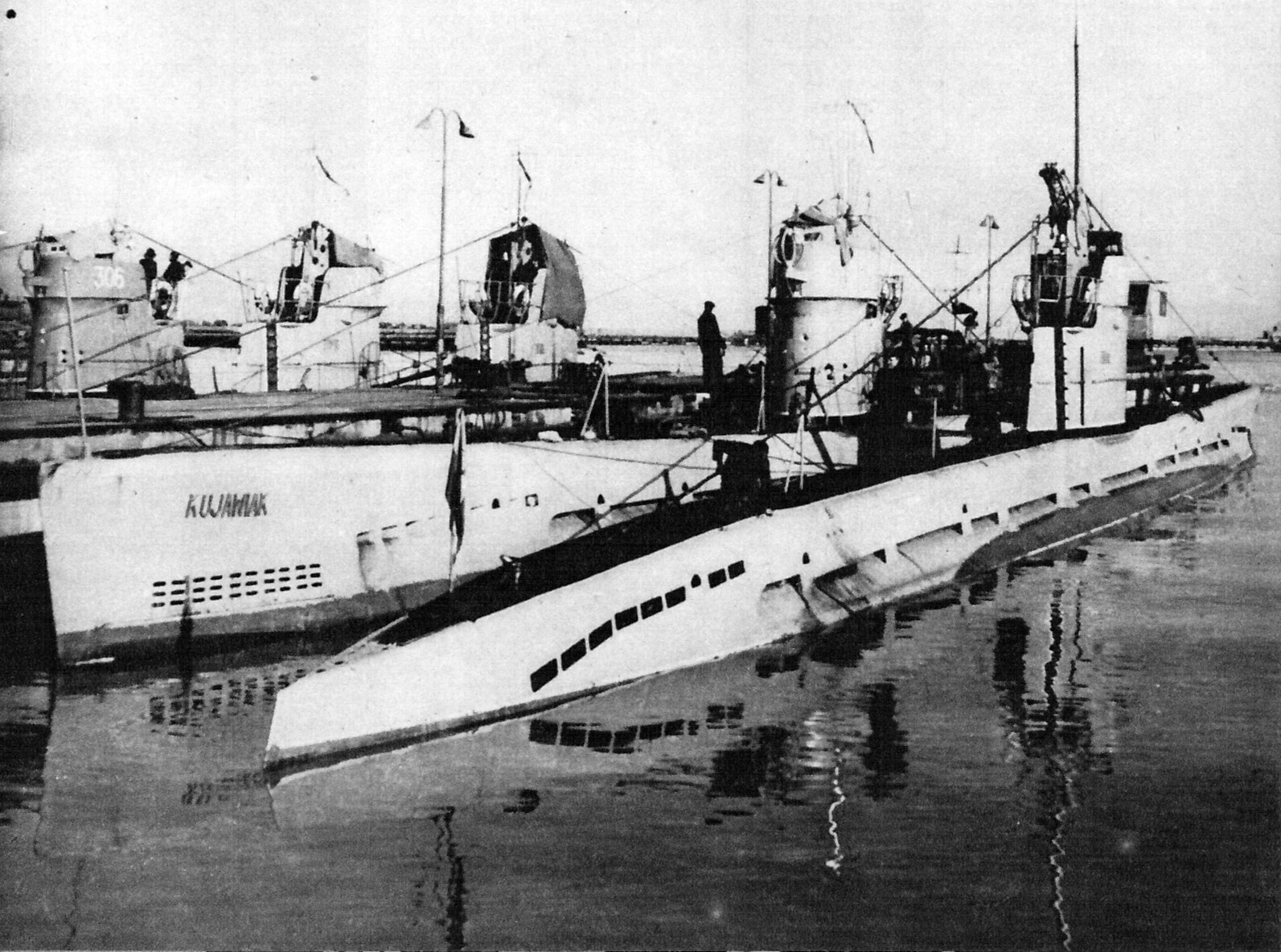
Das M-Klasse-Boot Kujawiak, das ab 1955 in der polnischen Marine diente. Insgesamt erhielt Polen nach Kriegsende sechs dieser U-Boote.

Die Boote der M-Klasse wurden von 1933 bis 1947 in mehreren, ständig verbesserten Baulosen, erstellt, und von 1934 bis in die 1960er Jahre eingesetzt. Insgesamt wurden 141 Boote gebaut, 111 bis 1945, der Rest von 30 Stück nach dem Krieg. Die Boote des ersten Bauloses waren die kleinsten mit einer Wasserverdrängung von 161 ts in aufgetauchtem und 198 ts in getauchtem Zustand. Die Wasserverdrängung vergrößerte sich mit der Zeit, und das letzte Baulos wies dann eine Wasserverdrängung von 350 ts in aufgetauchtem und 420 ts im getauchten Zustand auf. Entsprechend stieg die Länge von 37,5 Meter im ersten Baulos bis auf 53,30 Meter im letzten Baulos an. Die Breite betrug 3,35 Meter, der Tiefgang (aufgetaucht) lag bei 2,58 Meter. Die Besatzung betrug bis zu 19 Mann bei den ersten Booten und lag bei etwa 30 Mann bei den später gebauten und größeren Einheiten dieses Typs.
Die frühen Boote wurden von einem 685-PS-Dieselmotor des Typs 38B8 (bei Überwasserfahrt) und einer 240 PS starken elektrischen Maschine des Typs PG60 (auf Tauchfahrt) angetrieben. Die Höchstgeschwindigkeit der ersten Modelle in Überwasserlage lag bei rund 11,5 kn (etwa 21 km/h), getaucht bei rund 6,5 kn. Spätere und größere Modelle (mit 800- oder 1.200-PS-Dieselmaschine 38KM8) dieser Klasse erreichten bis zu 15,5 kn in aufgetauchtem Zustand und rund 8,2 kn auf Tauchfahrt. Die maximale Tauchtiefe lag anfangs bei rund 50 Metern, bei späteren Modellen bei etwa 80 Metern. (Hierüber gibt es allerdings leicht abweichende Angaben – andere Quellen geben maximale Tauchtiefen von 60 Metern bei den frühen Modellen und 75 Meter Maximaltauchtiefe bei den zuletzt gebauten Modellreihen an.)
Bewaffnet waren alle U-Boote mit zwei 53,3-cm-Bugtorpedorohren. Das letzte Baulos hatte zusätzlich zwei 53,3-cm-Hecktorpedorohre, alle Baulose besaßen zudem eine halbautomatische 4,5-cm-Flak L/46 21-KM (Modell 1932). Eine nicht genau gesicherte Anzahl von Booten (acht?) wurde auch zur Mitnahme und zum Legen von Seeminen umgerüstet, wobei beispielsweise M-171 im Jahr 1944 insgesamt 18 Minen aufnehmen konnte. Die Boote waren modular aufgebaut, und die einzelnen Sektionen konnten per Bahn transportiert werden. Hauptproduktionsstätten war die U-Bootwerften Krasnoje Sormowo in Nischni Nowgorod, damals Gorki, und Sudomech in Leningrad. Die Segmente wurden dann per Bahn nach Leningrad oder zum Schwarzen Meer transportiert, wo sie final verschweißt und die Boote fertiggestellt wurden. Es war der erste Einsatz von verschweißten U-Bootrümpfen in der Sowjetunion. Die Segmente von M-200 Mest wurde nach Baku (am Kaspischen Meer) transportiert, dort montiert und kurzfristig eingesetzt.
Eine Schwäche dieser U-Boote war die vergleichsweise geringe Seeausdauer, im Normalfall konnten die M-Klasse-Boote, vor allem die frühen Modelle, nur für etwa drei bis sechs Tage im Einsatzraum verbleiben. Die Reichweite, die zu Beginn nur bei etwa 1.000 Seemeilen gelegen hatte, wurde später auf bis zu 3.380 Seemeilen erweitert.

## Einsatzgeschichte
Die Haupteinsatzgebiete dieser U-Boot-Klasse waren das Schwarze Meer, die Ostsee und das Nordmeer. Darüber hinaus standen U-Boote dieses Typs auch in größerem Maße (30 Einheiten) bei der sowjetischen Pazifikflotte im Dienst, kamen aber dort nur in sehr geringem Umfang zum Einsatz, zumal die Sowjetunion erst 1945 in den Krieg im Pazifik eintrat.

Zu Beginn des deutschen Angriffs auf die Sowjetunion im Sommer 1941 standen der sowjetischen Baltenflotte insgesamt 23 Boote dieses Typs zur Verfügung. Sechs weitere Einheiten befanden sich im Bau. Von den einsatzbereiten Booten gingen indessen bis Jahresende 1941 elf Boote verloren, davon vier durch Minentreffer und mindestens drei (M-78, M-94 und M-99) durch Angriffe deutscher U-Boote, ohne dass Versenkungserfolge errungen werden konnten. Drei weitere Boote dieser Klasse, die sich in Reparatur befanden, mussten infolge des anfangs raschen Vorrückens deutscher Heerestruppen in ihren Basen Libau und Tallinn zurückgelassen werden und wurden durch Selbstsprengung zerstört. Da nachfolgend die Baltische Flotte ab Herbst 1941 und bis Herbst 1944 durch umfangreiche deutsche und finnische Minensperren im Finnischen Meerbusen beinahe völlig blockiert wurde, gelangten in der Ostsee aus diesem Grund nur wenige Maljutka-Klasse-Boote bis Kriegsende noch zum Einsatz. Bedingt durch die durch Minensperren und die eingeschränkte Reichweite (s. o.) erzwungene operative Zurückhaltung und zugleich durch den Zugang von Neubauten, konnte die Zahl der M-Klasse-Boote nach den beträchtlichen Verlusten des Jahres 1941 allmählich wieder angehoben werden; so standen im Mai 1942 bei der Baltenflotte wieder rund 20 Einheiten dieser Klasse zur Verfügung. 

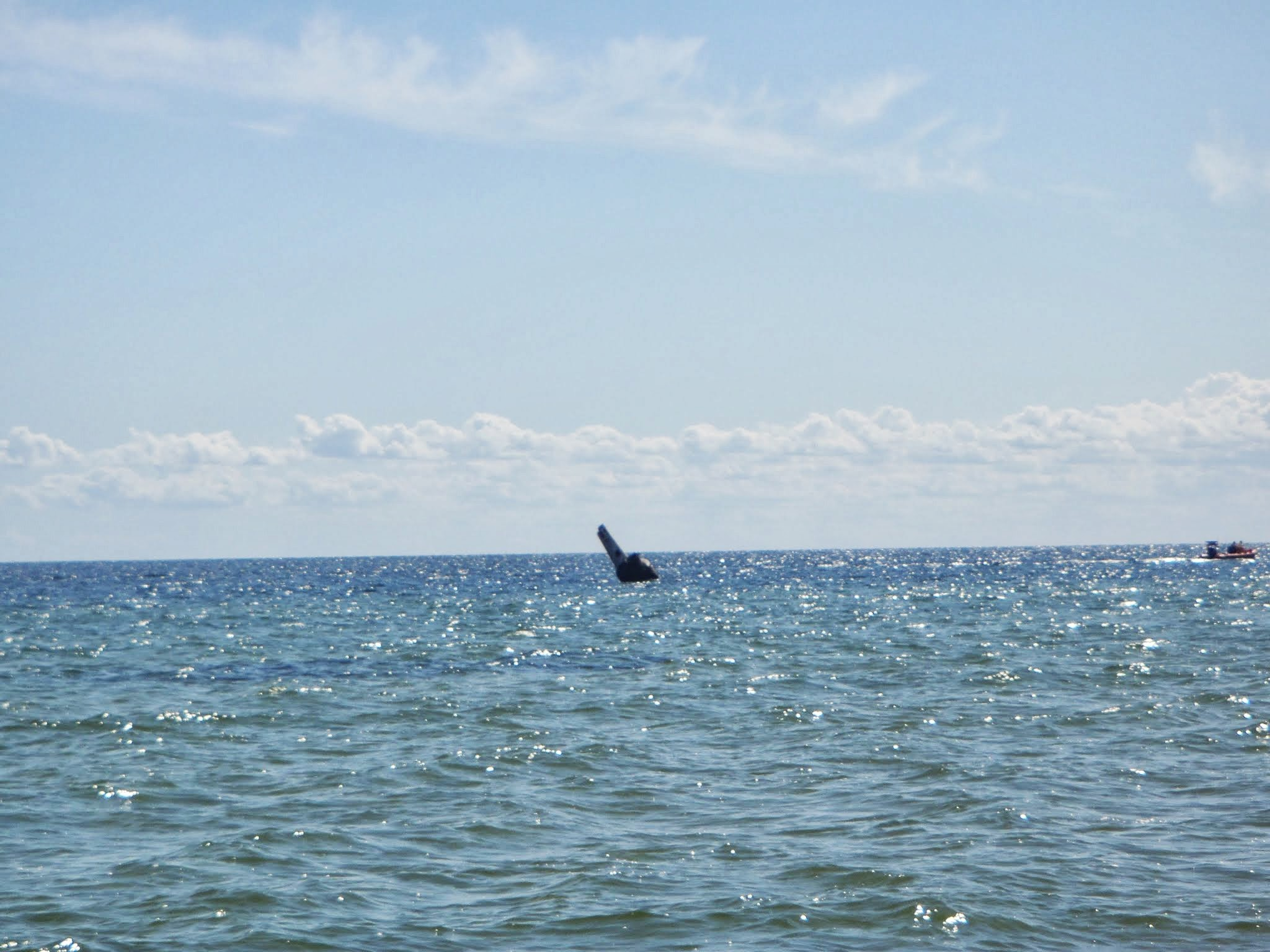
Wrack des vor der Halbinsel Hel 1966 selbst versenkten polnischen U-Bootes Kujawiak.

Im Schwarzen Meer befanden sich im Sommer 1941 19 U-Boote dieses Typs in Dienst, davon gingen bis 1944 mindestens neun (M-31, M-33, M-34, M-36, M-51, M-58, M-59, M-60 und M-118) verloren, wobei vermutlich mindestens vier Minentreffern und zwei (oder drei?) den Wasserbomben deutscher und rumänischer Sicherungsschiffe zum Opfer fielen; der letzte Verlust dieser Klasse im Schwarzen Meer betraf M-36 im Januar 1944, welches aus ungeklärten Gründen vor Kobuleti in Verlust geriet (nach anderen Angaben soll eine Mine des deutschen U-Bootes U 20 den Untergang am 4. Januar 1944 verursacht haben).
Die Maljutka-Klasse-Boote der sowjetischen Nordflotte, im Sommer 1941 standen neun im Dienst (elf weitere gingen als Neubauten im Verlauf des Krieges der Nordflotte zu), sahen eine vergleichsweise rege Einsatztätigkeit und operierten hauptsächlich gegen den deutschen und finnischen Küstenverkehr vor Petsamo und Kirkenes, drangen aber auch teilweise in die norwegischen Fjorde vor, etwa in den Porsangerfjord oder den Varangerfjord, um dort Minensperren auszubringen. Gleichwohl allerdings waren auch im Nordmeer die Verluste vergleichsweise hoch. So gingen bis 1944 mindestens neun Boote verloren (M-106, M-108, M-121, M-122, M-172, M-173, M-174, M-175 und M-176), wobei alleine sechs Boote Minentreffern zum Opfer fielen. Der letzte Verlust von einem U-Boot dieser Klasse im Nordmeer ereignete sich im Februar 1944 (M-108, vermutlich ein Minentreffer vor dem Kongsfjord). Mindestens ein Boot (M-175) wurde im Januar 1942 nordöstlich der Fischerhalbinsel von einem deutschen U-Boot (U 584) torpediert und versenkt.
Im Juli 1953 wurden zwei der Boote aus einer frühen Serie, allerdings in nicht einsatzbereitem Zustand, an die Volksrepublik China verkauft, zwei weitere Boote (M-278 und M-279) folgten Mitte 1954. Zumindest eines dieser Boote soll noch in den 1970er Jahren (?) als nicht fahrbereites Ausbildungs-U-Boot vorhanden gewesen sein. Sechs weitere U-Boote wurden zu Beginn der 1950er Jahre an die Volksrepublik Polen abgegeben oder dort als Lizenzbauten vollendet. Eines von ihnen, die Kujawiak, diente über elf Jahre in der polnischen Marine und wurde schließlich 1966 in der Zatoka Pucka, etwa sieben Kilometer westlich Jastarnia, als Übungsziel selbst versenkt, wobei der Turm des U-Bootes gut sichtbar aus dem flachen Wasser ragt.

## Versenkungserfolge
Auch wenn eine genaue Zuordnung von Versenkungserfolgen teils schwierig ist, besonders hinsichtlich der von U-Booten ausgelegten Seeminen, so können die nachfolgend angeführten Schiffsverluste, auch wenn die Vollständigkeit nicht gewährleistet werden kann, relativ zweifelsfrei Attacken von U-Booten der Maljutka-Klasse zugeordnet werden. 
- 26. Oktober 1941: Versenkung der beiden deutschen Siebelfähren SF-25 und SF-26 (je 140 BRT) durch Torpedoschuss des U-Bootes M-35 vor Sulina[15].
- 21. Dezember 1941: Versenkung des deutschen Frachters Emshörn (4.301 BRT) durch Torpedotreffer von M-174 vor Vardø[16]. Es gab ein Todesopfer, 36 Seeleute überlebten.
- 22. April 1942: Versenkung des deutschen Frachters Blankenese (ehem. franz. Ange Schiaffino, 3.236 BRT) durch Torpedotreffer des U-Bootes M-173 im Varangerfjord[17]. Es gab ein Todesopfer, 45 Seeleute wurden gerettet.
- 29. April 1942: Versenkung des deutschen Transporters Curityba (4.932 BRT) etwa zehn Seemeilen südlich von Vardø durch M-171. Es gab 22 Todesopfer. Mit dem Schiff gingen die an Bord transportierten kleineren Hilfsminensucher M-5403 und M-5407 sowie das Vorpostenboot F-14-V verloren[18].
- 23. August 1942: Versenkung des kleinen deutschen Schleppbootes Ankara (112 BRT) durch Torpedotreffer von M-36 vor dem Hafen Odessa.
- 1. Oktober 1942: Versenkung des in einem Konvoi fahrenden deutschen Transporters Salzburg (1.742 BRT) durch Torpedotreffer von M-118 südöstlich des Sassyksees. An Bord des überladenen Schiffes befanden sich rund 2.200 sowjetische Kriegsgefangene, von denen vermutlich rund 2.000 mit dem Schiff untergingen[19]. Das U-Boot wurde jedoch kurz nach dem Angriff selbst von den beiden rumänischen Sicherungsschiffen Sublocotenent Ghiculescu und Locotenent-Comandor Stihi Eugen mit Wasserbomben versenkt.
- 6. Oktober 1942: Nordöstlich von Sulina gelang dem U-Boot M-31 die Versenkung des kleineren rumänischen Küstenschleppers Mina Daniel (293 BRT) durch Torpedoschuss.
- 21. Oktober 1942: Torpedierung des deutschen Tankers Le Progrès (ehem. franz., 511 BRT), des einzigen Benzintankers der Wehrmacht im Schwarzen Meer[20], südlich von Sulina durch M-35. Der Tanker sank zwar zunächst nicht, brannte aber vollständig aus und musste später von deutschen Begleitschiffen selbst versenkt werden.
- 1. Februar 1943: Torpedierung und Versenkung des deutschen Vorpostenbootes V-6115 Ostwind (560 BRT) vor Makkaur (Finnmark) durch das U-Boot M-172[21]. Die gesamte Besatzung von 45 Seeleuten fand den Tod.
- 16. März 1943: Etwa 15 Seemeilen nordöstlich von Vadsø gelang dem U-Boot M-122 die Torpedierung des deutschen Frachters Johannisberger (ehem. franz. Lyon, 4.533 BRT). Das stark beschädigte Schiff musste an der Küste auf Grund gesetzt werden und wurde später zum Totalverlust erklärt[22].
- 18. Juli 1943: Torpedierung und Versenkung des rumänischen Schubleichters Dunarea I (505 BRT) vor Feodossija durch das U-Boot M-111.
- 28. August 1943: Vor Sewastopol versenkte M-111 den deutschen Schlepper Hainburg (400 BRT) durch einen Torpedoschuss[23].
- 11. September 1943: Torpedierung und Versenkung des deutschen U-Jagd-Trawlers UJ-1217 (303 BRT) vor dem Syltefjord (Finnmark) durch M-107[24]. Es gab 29 Todesopfer, 13 Überlebende wurden gerettet.
- 11. November 1943: Beschädigung des deutschen Transporters Theoderich (ehem. sowj. Volochayevka (Волочаевка), 3.814 BRT) etwa 15 Seemeilen südlich von Satoka durch einen Torpedoschuss von M-111[25]. Das Schiff musste schwer beschädigt an der Küste aufgesetzt werden, ging jedoch später während eines Bergeversuchs verloren.
- 19. August 1944: Etwa sieben Seemeilen nordwestlich von Vardø, vor dem Ausgang des Persfjordes, gelang dem U-Boot M-201 die Versenkung des deutschen Vorpostenbootes V-6112 Friese (ehem. brit. Bradman, 452 BRT) durch Torpedoschuss[26].

## Unfälle
M-200 "Mest" kollidierte am 21. November 1956 in der Suurup-Passage des Finnischen Meerbusens (Ostsee) bei Paldiski in der Nähe von Tallinn mit dem Zerstörer Statny und sank binnen weniger Minuten. Von der 28-köpfigen Besatzung konnten trotz eines Bergungsversuches durch die Kommuna nur sechs von den acht gerettet werden, die sich zum Zeitpunkt des Unglücks auf dem Turm befanden.
M-351 sank am 22. August 1957 bei einer Übung in der Nähe von Balaklawa im Schwarzen Meer, als während eines Tauchvorganges Wasser in den Maschinenraum drang. Am 26. August konnte das Boot ohne Verluste gehoben werden.
Am 28. November 1957 lief das polnische U-Boot Kaszub im Sturm vor Krynica Morska auf Grund. Das Boot konnte zwar später abgeborgen werden, aber zwei Besatzungsangehörige wurden während eines Bergeversuchs von Wellen über Bord gerissen und ertranken.

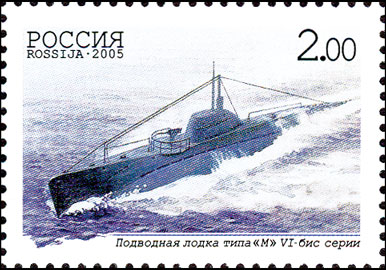

## Trivia
- 2005 wurde die Bootsklasse zum Motiv einer amtlichen Briefmarke.